# Gerhardsberg (Etzelwang)
Gerhardsberg ist ein im östlichen Bereich der Hersbrucker Alb gelegenes bayerisches Dorf.

## Geografie
Die Ortschaft ist einer von 14 Ortsteilen der im westlichen Teil der Oberpfalz gelegenen Gemeinde Etzelwang. Sie befindet sich etwa zwei Kilometer nordnordwestlich des Ortszentrums von Etzelwang und liegt auf einer Höhe von 461 m ü. NHN.

## Geschichte
Durch die zu Beginn des 19. Jahrhunderts im Königreich Bayern durchgeführten Verwaltungsreformen wurde Gerhardsberg mit dem zweiten Gemeindeedikt 1818 zum Bestandteil der eigenständigen Landgemeinde Etzelwang. Nur wenig später wurde allerdings 1820/21 die Gemeinde Etzelwang wieder aufgelöst und Gerhardsberg zum Bestandteil der neu gebildeten Landgemeinde Schmidtstadt. Im Zuge der Gebietsreform in Bayern wurde Gerhardsberg zusammen mit nahezu der gesamten Gemeinde Schmidtstadt (Bürtel ausgenommen) im Jahr 1978 in die Gemeinde Neidstein eingegliedert, die 1983 entsprechend dem größten Gemeindeteil in Gemeinde Etzelwang umbenannt wurde. Im Jahr 2017 zählte Gerhardsberg 67 Einwohner.

## Verkehr
Die Anbindung an das öffentliche Straßennetz wird durch eine Gemeindeverbindungsstraße hergestellt, die etwa einen halben Kilometer südlich von Gerhardsberg von der Kreisstraße AS 39 abzweigt und den Ort in nordwärtiger Richtung durchläuft, wo sie nach etwa 300 Metern in eine weitere Gemeindeverbindungsstraße einmündet, die Schmidtstadt und Kirchenreinbach miteinander verbindet.

## Baudenkmäler

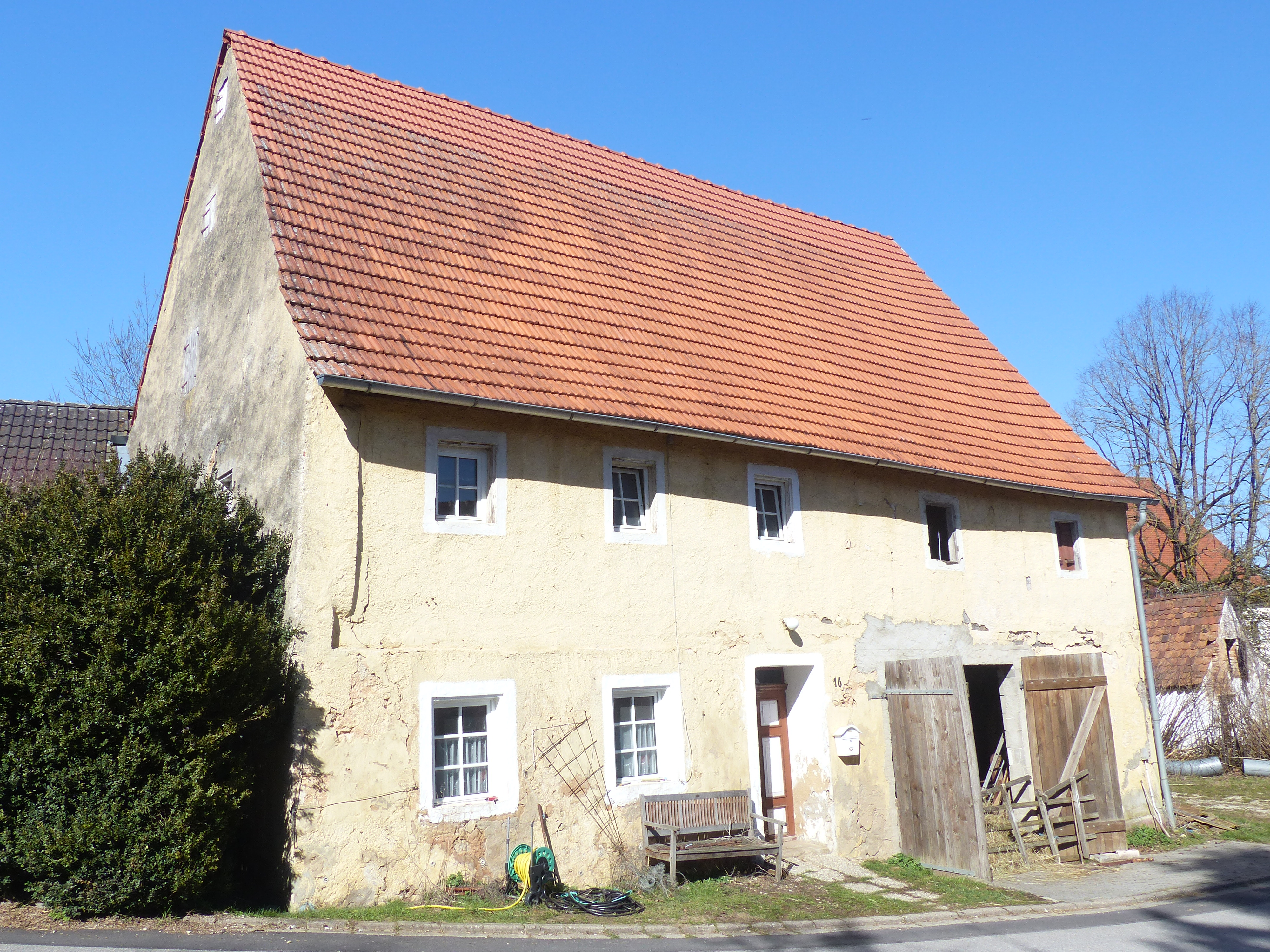
Denkmalgeschütztes Bauernhaus

In Gerhardsberg befinden sich zwei aus dem 18./19. Jahrhundert stammende Bauernhäuser, die als Wohnstallhäuser genutzt wurden.